# 聖菲國家公園

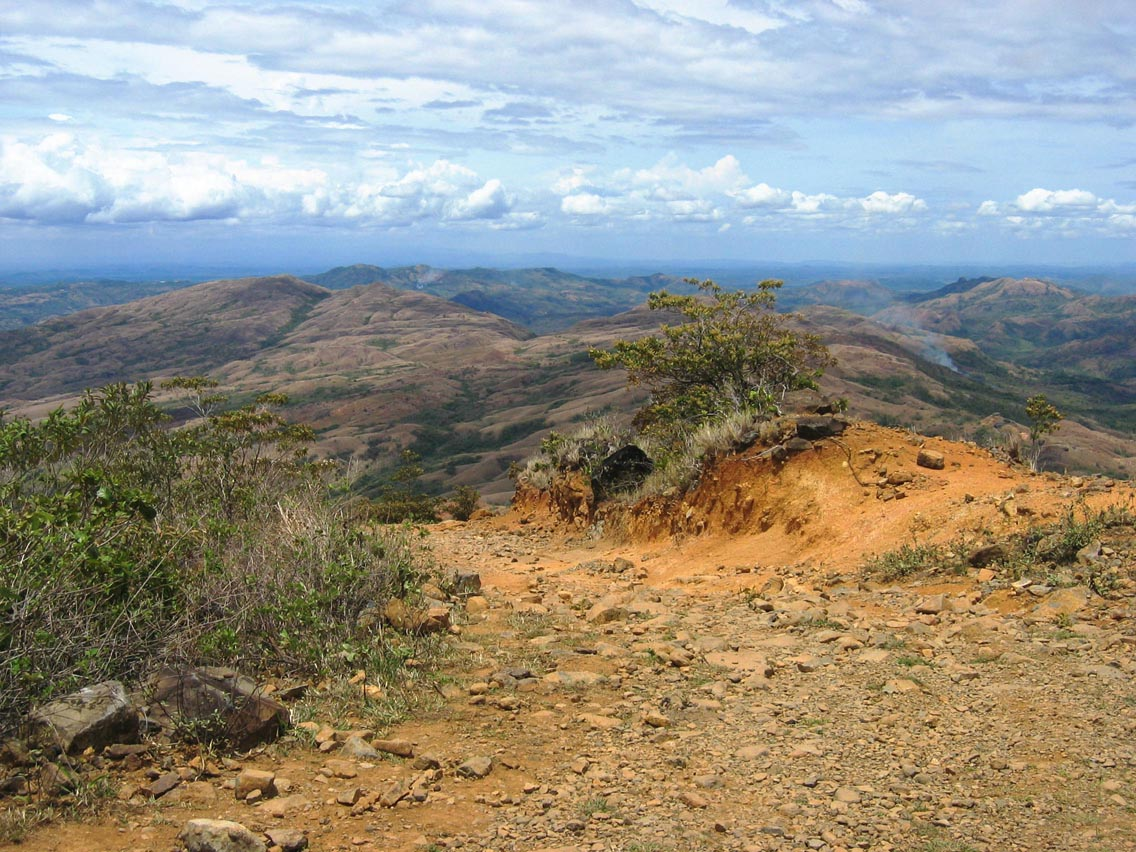

聖菲國家公園（西班牙語：Parque nacional Santa Fe），是巴拿馬的國家公園，成立於2001年12月11日，面積726平方公里，是300種鳥類的棲息地，東面毗鄰奧馬爾托里霍斯埃雷拉師統領國家公園。